# Pompano
Pompano (Caranx crysos) är en fiskart som först beskrevs av Mitchill, 1815.  Pompano ingår i släktet Caranx och familjen taggmakrillfiskar. IUCN kategoriserar arten globalt som livskraftig. Inga underarter finns listade i Catalogue of Life.